# Jaspidella blanesi
Jaspidella blanesi är en snäckart som först beskrevs av Ford 1898.  Jaspidella blanesi ingår i släktet Jaspidella och familjen Olividae. Inga underarter finns listade i Catalogue of Life.